# Жубрино
Жубрино (на македонска литературна норма: Жубрино; на албански: Zhubrina) е село в Северна Македония, община Кичево.

## География
Селото е разположено в областта Горно Кичево в западните поли на Добра вода.

## История
Според „Кичево в миналото си и сега“ Жубрино е заселено от арнаути дошли от Полога в XVIII век.
В XIX век Жубрино е село в Кичевска каза на Османската империя. В „Етнография на вилаетите Адрианопол, Монастир и Салоника“, издадена в Константинопол в 1878 година и отразяваща статистиката на населението от 1873 година, Жубрино (Joubrino) е посочено като село с 52 домакинства със 150 жители мюсюлмани и 50 българи.
Според статистиката на Васил Кънчов („Македония. Етнография и статистика“) към 1900 година в Жубрино живеят 260 арнаути мохамедани.
На Етнографската карта на Битолския вилает на Картографския институт в София от 1901 година Жубрино е чисто албанско село в Кичевската каза на Битолския санджак с 30 къщи.
След Междусъюзническата война в 1913 година селото попада в Сърбия.
На етническата си карта на Северозападна Македония в 1929 година Афанасий Селишчев отбелязва Жубрино като албанско село.
Според преброяването от 2002 година селото има 547 жители.
| Националност | Всичко |
| македонци    | 0      |
| албанци      | 544    |
| турци        | 0      |
| роми         | 0      |
| власи        | 0      |
| сърби        | 0      |
| бошняци      | 0      |
| други        | 3      |

От 1996 до 2013 година селото е част от община Осломей.

## Личности
Родени в Жубрино
- Беслим Селими (р. 1944), северномакедонски юрист